# خورشیدگرفتگی ۱۹ ژوئن ۱۹۱۷
خورشیدگرفتگی ۱۹ ژوئن ۱۹۱۷ (به انگلیسی: Solar eclipse of June 19, 1917) یک خورشیدگرفتگی از نوع خورشیدگرفتگی جزئی است. این خورشیدگرفتگی در تاریخ ۱۹ ژوئن ۱۹۱۷ میلادی (‎۲۹ خرداد ۱۲۹۶ خورشیدی) روی داد که زمان اوج آن، ساعت ۱۳:۱۶:۲۱ به‌وقت ساعت هماهنگ جهانی بوده‌است.